# Maderuelo
Maderuelo és un municipi de la província de Segòvia, a la comunitat autònoma de Castella i Lleó. Al seu territori es troba l'embassament de Linares i les Hoces del Riu Riaza fundades per Félix Rodríguez de la Fuente conjuntament amb Montejo de la Vega de la Serrezuela.